# تايلور وانغ
تايلور وانغ (بالإنجليزية: Taylor Wang)‏ (و. 1940 – م) هو رائد فضاء، وعالم، وأستاذ جامعي من الولايات المتحدة الأمريكية . ولد في شانغهاي .

## ريادة الفضاء
شارك في المهمات الفضائية:
- STS-51-B.

## التعليم
تعلم في جامعة كاليفورنيا، لوس أنجلوس